# أرقام الشطرنج القياسية العالمية
يتم تحقيق أرقام الشطرنج القياسية العالمية المدرجة هنا في بطولة الشطرنج المنظمة أو مباراة أو معرض متزامن.

## سجلات اللعب

### أطول مباراة
أطول مباراة شطرنج في البطولة (من حيث الحركات) تم لعبها على الإطلاق كانت Nikolić – Arsović، بلغراد 1989، والتي استمرت 269 حركة واستغرقت 20 ساعة و 15 دقيقة لإكمال مباراة التعادل. في الوقت الذي تم فيه لعب هذه اللعبة، قام الاتحاد الدولي للشطرنج بتعديل قاعدة الخمسين نقلة للسماح بلعب 100 حركة دون أن يتم التقاط قطعة في الغراب والأسقف مقابل نهاية لعبة الرخ، الوضع في نيكوليتش مقابل أرسوفيتش. منذ ذلك الحين، ألغت FIDE هذا التعديل على القاعدة.
أطول لعبة بطولة حاسمة هي Danin- سيرغي أزاروف، تورنوف 2016، والتي فاز بها دانين بـ 239 حركة. في الجولة التاسعة من تي إتش تي إكستراليجا (أعلى دوري تشيكي للفريق)، احتاج دانين للفوز بمباراته لإنهاء المباراة بالتعادل 4: 4. على الرغم من أنه تمكن من القيام بذلك، إلا أن فريقه (تو تينيك) هبط من الدوري الأعلى في النهاية.
ثاني أطول مباراة حاسمة في البطولة هي لورون فريسينيه، وألكسندرا كوستنيوك، فيلاندري 2007، والتي فاز بها كوستنيوك في 237 حركة. آخر 116 حركة كانت نهاية الغراب والأسقف مقابل الحجر، كما في نيكوليتش وأرسوفيتش. كان من الممكن أن يدعي Fressinet بالتعادل بموجب قاعدة الخمسين حركة، لكنه لم يفعل ذلك لأن أيًا من اللاعبين لم يحتفظ بالعد، إنها لعبة شطرنج سريعة. في وقت سابق من البطولة، نجحت فيكتور كورتشنوي في تطبيق القاعدة للمطالبة بالتعادل ضد فريسينت؛ نقض المحكمون حجة فريسينيت بأن كورشنوي لا يمكنه فعل ذلك دون تسجيل النقاط. Fressinet ، الذي يبدو أنه يريد أن يكون ثابتًا، لم يحاول المطالبة بالتعادل ضد Kosteniuk في نفس الموقف.
أطول مباراة لعبت في بطولة العالم للشطرنج هي السادسة في بطولة العالم للشطرنج 2021 بين ماغنوس كارلسن ويان نيبومنياتشي والتي فاز بها كارلسن بـ 136 حركة.

### أقصر لعبة

#### أقصر مباراة حاسمة
أقل عدد من الحركات المطلوبة لتقديم كش مات في الشطرنج هو اثنان، فيما يعرف باسم كش مات المغفل (1.g4 e5 2.f3 قالب: Chesspunc Qh4 قالب: ChessAN ومتغيرات منه). من المعروف أن هذا يحدث في لعب الهواة. مباريات الشطرنج تمنح مباراة L. Darling – R. وود، 1983، تم نشره في كذبة أبريل في مجلة Northwest Chess (1.g4 e6 2.f4 ؟؟ Qh4 #). يسرد Bill Wall، بالإضافة إلى Darling-Wood، ثلاث ألعاب أخرى انتهت بفحص الشيكات الأسود في الخطوة الثانية. في إحدى مباريات البطولة في شطرنج الأفضلية في قالب: Chessgloss، قدم White كش مات أثناء الحركة 2: W. Cooke– "R ____ g"، بطولة Cape Town Chess Club للمعاقين 1908 (إزالة Black's f-pawn) 1.e4 g5 ؟؟ 2.Qh5 #. تم لعب نفس اللعبة سابقًا في Leeky-Mason، دبلن 1867.
إذا اعتبر المرء الألعاب المصادرة خسارة في صفر حركات، فهناك العديد من عمليات الخسارة، وأبرز الأمثلة على ذلك هي اللعبة الثانية من بطولة العالم لعام 1972 بين بوريس سباسكي وبوبي فيشر، والتي تخلف عنها فيشر، واللعبة 5 لعام 2006 مباراة بطولة العالم بين فلاديمير كرامنيك وفيسيلين توبالوف والتي تخلف عنها كرامنيك.

## روابط خارجية
- إدوارد فينتر (كاتب)